# Luca Scandali
Luca Scandali (Ancona, 1965) is een Italiaans organist.

## Levensloop
Hij behaalde zijn diploma orgel en compositie bij Patrizia Tarducci en klavecimbel in het Conservatorium “G. Rossini” van Pesaro. Hij behaalde er nog een diploma compositie bij Mauro Ferrante.
Hij studeerde ook bij Liuwe Tamminga aan de Orgelacademie in Pistoia en in Bologna (S. Petronio). Hij vervolgde de orgelstudie bij Ton Koopman, Andrea Marcon en Luigi Ferdinando Tagliavini.
Scandali deed onderzoek naar de problemen van de uitvoeringspraktijk van renaissance- en barokmuziek alsook van romantische muziek.
Hij won heel wat prijzen:
- 1986: de eerste  “F. Barocci” beurs (Ancona, Italië) voor jonge kunstenaars.
- 1992: Derde prijs in de eerste internationale orgelcompetitie “Città di Milano”
- 1994: finalist in de Derde internationale orgelwedstrijd in Carouge - Genève (Switzerland)
- 1994: Vierde Prijs in het elfde internationaal orgelconcours in Brugge, in het kader van het Festival Musica Antiqua
- 1998: Eerste prijs in de twaalfde internationale orgelwedstrijd “Paul Hofhaimer” in Innsbruck

Hij heeft meestercursussen gegeven in onder meer de Accademia Marchigiana di Musica Antica, de Corsi di Musica Antica a Magnano, het Conservatorium  “B. Maderna”, Cesena, het Conservatorium “G. Rossini” – Pesaro, de Universiteit van Padoua, de Johannes Hochschule für Musik,  deJohannes Gutenberg Universiteit, Mainz.
Hij trad op in concerten zowel in Italië als in het buitenland (Austria, Czech Republic, Slovak Republic, Denmark, France, Germany, Holland, Montenegro, Norway, Poland, Portugal, Serbia, Spain, Switzerland), als solist en met verschillende ensembles en orkesten (L’Arte dell’Arco – Padua, Cappella della Pietà dè Turchini – Naples, Orchestre National du Capitole de Toulouse, Venice Baroque Orchestra – Venice).
Hij doceert orgel en orgelcompositie aan het Conservatorium “F. Morlacchi” in Perugia.

## Discografie
Hij heeft talrijke platenopnamen gerealiseerd:
- voor Symphonia, Lucca (met het Ensemble Musica Prattica),
- voor La Bottega Discantica, Milano,
- voor Tactus, Bologna,
- voor de Oostenrijkse radio ORF,
- voor Alte Musik, Oostenrijk,
- voor Dynamic, Genova (met L’Arte dell’Arco),
- voor Pierre Verany, Paris,
- voor Motette, Düsseldorf (met Andrea Marcon),
- voor Grammophon (met Venice Baroque Orchestra),
- voor CPO, Georgsmarienhütte (met Paolo Marzocchi).